# Biometeorologie
Die Biometeorologie (gebildet aus altgriechisch βίος bíos, deutsch ‚Leben‘, μετέωρον metéoron, deutsch ‚Himmelserscheinung, Lufterscheinung‘ und λόγος lógos, deutsch ‚Lehre‘) ist ein Teilgebiet der Meteorologie und interdisziplinäre Wissenschaft. Sie behandelt direkte und indirekte Zusammenhänge zwischen der Atmosphäre, dem Weltraum und biologischen Systemen wie dem Menschen, Tieren und Pflanzen und verschiedenen Ökosystemen. Synonyme Begriffe sind Bioklimatologie und Meteoro-Biologie.

## Bereiche
Biometeorologische Disziplinen sind die phytologische Biometeorologie, die sich mit Wettereinflüssen auf das Pflanzenwachstum und geographische Ausbreitung befasst, die zoologische Biometeorologie, die Medizinmeteorologie oder Medizinische Klimatologie sowie weitere Teilgebiete. Eng verzahnt ist Biometeorologie mit den Biowissenschaften und insbesondere der Ökologie.

## Medizinische Klimatologie
Die medizinische Klimatologie, auch Medizinmeteorologie oder Human-Biometeorologie genannt, ist ein Teilgebiet der Biometeorologie. Sie befasst sich mit den Beziehungen zwischen Klima, Wetter, Witterung und der menschlichen Gesundheit.
Ärztinnen und Ärzte, die als Kurarzt tätig sind, können eine Qualifikation in Medizinischer Klimatologie erwerben.

## Medizin-meteorologische Vorhersagen
Ergebnisse der meteorologischen Forschung führten zur Einführung verschiedener Warndienste um betroffene wetterfühlige Menschen, oder bestimmte Bevölkerungsgruppen vor verschiedenen wetterbedingten Beeinträchtigungen (z. B. durch Föhnwind) oder auch wetterbedingten Allergenkonzentrationen, Staubbelastungen oder Ozonbelastungen zu warnen.
Die Frage, welche wissenschaftlichen Untersuchungen vertrauenswürdige Aussagen darüber ermöglichen, ob bestimmte Wetterlagen zu Gesundheitsstörungen führen, wird widersprüchlich diskutiert. Insbesondere seien Prognosen problematisch, die bestimmte Wetterlagen für konkrete Beschwerden verantwortlich machen. Jürgen Kleinschmitt von der Universität München bezeichnet solche Prognosen „ähnlich wie Horoskope“. Hans Richner von der ETH Zürich sagte: „Vor Koliken, Narbenschmerzen und anderen Beschwerden zu warnen, ist Unsinn“.
Eindeutige Beziehungen zwischen Wetterlage und gesundheitlichen Beschwerden existieren zum Beispiel für Pollenflug, Überhitzung und Sonnenstrahlung. 

## Geschichte
Die Geschichte des Interesses, der Beobachtung und der Forschung zum Thema „Wetter und Mensch“ reicht nachweislich weit zurück bis in die Antike. Der griechische Arzt Hippokrates hat in seiner Schrift De aere aquis locis („Über die Umwelt“) auf die Wirkung von Umweltfaktoren auf den Gesundheitszustand der Menschen hingewiesen. Alexander von Humboldt (1796–1859) betonte die Bedeutung der Atmosphäre für das Pflanzenwachstum, auch die Gesundheit des Menschen und führte den Begriff Klima ein.